# Eötvös József-díj
Az Eötvös József-díj az oktatási miniszter által adományozott, 1999-ben alapított egyik állami elismerés. 
Azoknak a kiemelkedő munkát végző óvodai, általános iskolai, középiskolai, szakiskolai pedagógusoknak és főiskolai, egyetemi oktatóknak adományozható, akik oktató-nevelő munkájuk során, életpályájukkal kifejezték elkötelezettségüket a pedagógus élethivatás mellett.  Évente, a pedagógusnap alkalmából adják, a díjból évente legfeljebb nyolc adományozható. A díjazott az adományozást igazoló okiratot és kisplasztikát kap. Jutalomösszege az illetményalap tizenkétszeresének megfelelő összeg.

## A kisplasztika
A kisplasztika Kutas László szobrászművész alkotása. Bronzból készült, magassága 200 milliméter. A kisplasztika Eötvös József álló alakját ábrázolja.

## Díjazottak

### 1999
- Arany Lajos ált. isk. igazgató, tanító
- Arany Lajosné (szül.: Bakos Piroska) tanító
- Jelenits István piarista tanár
- Pintér Lajos, matematikus
- Ujfalussy József, zenetörténész

### 2000
- Bakacsi Zita, az Eötvös József Főiskola adjunktusa
- Gordosné Szabó Anna gyógypedagógus
- Gyapay Gábor történész, történelemtanár
- Michelberger Pál akadémikus
- Mórocz Béla, pedagógus

### 2001
- Farkas József, a Budapesti Műszaki és Gazdaságtudományi Egyetem tanára, tanszékvezető,
- P. Huszár Imre Jeromos, ferences szerzetes atya, paptanár, a filozófia tudományok doktora, a Jézus Szíve Ferences Plébánia lelkipásztora
- Magyar Miklós, az irodalomtudomány doktora, a Budapesti Közgazdaság-tudományi és Államigazgatási Egyetem tanára,
- Winkler Márta, a budapesti Bethlen Gábor Általános Iskola és Újreál Gimnázium Kincskereső Tagiskola vezetője

### 2002
- Ádám György orvos
- Árvai Gyula, a mezőtúri Szegedi Kis István Református Gimnázium, Szakközépiskola és Kollégium főigazgatója
- Fehér István pedagógus
- Kiss Zsuzsanna pedagógus (ELTE Radnóti Miklós Gyakorlóiskola)

### 2003
- Bognár Anikó, a Karinthy Frigyes Gimnázium Magyar-Angol Két Tanítási Nyelvű tagozatvezető igazgatóhelyettese
- Csík Miklós, a Vörösmarty Mihály Ének-zenei Nyelvi Általános Iskola és Gimnázium tanára, karnagy
- Kubányi Endréné, a budaörsi 1. számú Általános Iskola nyugalmazott tanítója
- dr. Roósz András, a Miskolci Egyetem tanszékvezető egyetemi tanára, a műszaki tudomány doktora

### 2004
- Bene Károly pedagógus
- Makleit Sándor kémikus
- Paikert Imréné
- Szendrő Péter gépészmérnök

### 2005
- Medzihradszky Kálmán akadémikus, az Eötvös Loránd Tudományegyetem professor emeritusa
- Dr. Nógrádi Mihály, a Budapesti Műszaki és Gazdaságtudományi Egyetem címzetes egyetemi tanára, a kémiai tudomány doktora,
- Szakáll Lászlóné, a dunakeszi Bárdos Lajos Általános Iskola nyugalmazott igazgatója,
- Várhelyi István a budapesti IX. kerületi Ihász Dániel Közlekedésgépészeti Szakközépiskola tanára.

### 2006
- Bonifert Domonkosné
- Bottyán Katalin
- Herold László a salgótarjáni Bolyai János Gimnázium nyugalmazott igazgatója
- Szegedi Mártonné gyógypedagógus
- Varga László matematikus

### 2007
- Bodza Klára népi-énektanár
- Cseh Géza, a budapesti XIV. kerületi Szent István Gimnázium (Budapest) (korábban I. István Gimnázium) fizika tanára
- Dr. Mesterházi Zsuzsa az Eötvös Loránd Tudományegyetem Bárczi Gusztáv Gyógypedagógiai Kar (korábban Bárczi Gusztáv Gyógypedagógiai Tanárképző Főiskola) nyugalmazott óraadó főiskolai tanára
- Stefanovits Pál, a Szent István Egyetem Mezőgazdasági és Környezettudományi Kar, Környezet- és Tájgazdálkodási Intézete professzor emeritusa

### 2008
- Bálványos Huba grafikus
- Fonyó Attila orvos
- Holtságné Csipán Ágnes a Budapest, XII. kerületi Kós Károly Ének-zene Emeltszintű Általános Iskola igazgatója, az Általános Iskolaigazgatók Országos Szövetségének elnöke
- Mihályfalvi László a kaposvári Táncsics Mihály Gimnázium címzetes, nyugalmazott, örökös igazgatója és tanára; a Somogy Megyei Középfokú Oktatási Intézmények Igazgatói Szövetségének elnöke
- Szalay Józsefné igazgató

### 2009
- Antal János
- Doba László
- Mérő László, matematikus
- Mihályi Zoltánné, a Magyarországi Evangélikus Egyház Oktatási Osztályának vezetője[2]
- Réz Gáborné, pedagógus

### 2010
- Béres János (furulyaművész), az Óbudai Népzenei Iskola alapító nyugalmazott igazgatója.
- Horváth Istvánné dr. Jándi Margit, a Budapesti Corvinus Egyetem Társadalomtudományi Kar Idegennyelvi Oktató- és Kutatóközpont egyetemi docense,
- Dr. Körmendi Géza, a tatai Eötvös József Gimnázium nyugalmazott igazgatója
- Dr. S. Nagy Katalin, a Budapesti Műszaki és Gazdaságtudományi Egyetem Gazdaság- és Társadalomtudományi Kar egyetemi tanára
- Tamás Györgyné, a Modell Divatiskola, Iparművészeti, Ruha- és Textilipari Szakközépiskola és Szakiskola igazgatója

### 2011
- Forrai Ferenc, a XVI. kerületi Csonka János Műszaki Szakközépiskola és Szakiskola tanára, pedagógiai tanácsadó
- Dr. Gnädig Péter, az ELTE Természettudományi Kar Fizikai Intézet nyugalmazott egyetemi docense
- Kovács Kálmánné, a VI. kerületi Tóth Aladár Zeneiskola zongoratanára
- Dr. Szarvas Beatrix, a Budapesti Corvinus Egyetem Közgazdaságtudományi Kar egyetemi docense
- Dr. Tihanyi József, a Semmelweis Egyetem Testnevelési és Sporttudományi Kar dékánja, tanszékvezető egyetemi tanár

### 2012
- Dr. Szolcsányi Jánosné, a pécsi Leőwey Klára Gimnázium volt igazgatónője[3]
- Dr. Illés Béla, a Miskolci Egyetem Gépészmérnöki és Informatikai Karának dékánja[4]
- Dr. Hatos Gyula, a Bárczi Gusztáv Gyógypedagógiai Kar nyugalmazott főiskolai tanára[5]
- Nemes László zenetanár, karnagy, címzetes igazgató, a Magyar Zeneiskolák és Művészeti Iskolák Szövetsége alapító, tiszteletbeli elnöke
- Tellmann Jenő, a kolozsvári Báthory István Elméleti Líceum nyugalmazott fizikatanára részére[6]
- Seszták Ágnes, magyar pedagógus, újságíró, politológus[7])

### 2013
- Balás Rita Mária
- Bartal Lajos
- Fekete Pál
- Horváth Péter
- Dr. Karádi István
- Némethné Dr. Kollár Katalin
- Dr. Recski András
- Várnainé Körber Éva

### 2014
- Dr. Giber Vilmos, a kaposvári Klebelsberg Középiskolai Kollégium igazgatója
- Dr. Hamvas Antal, a Semmelweis Egyetem, Általános Orvostudományi Kar egyetemi docense
- Járainé Dr. Bődi Györgyi, a Budapest XVIII. Kerületi Vörösmarty Mihály Ének-zenei, Nyelvi Általános Iskola és Gimnázium igazgatója
- Dr. Kalla Gábor, az Eötvös Loránd Tudományegyetem, Bölcsészettudományi Kar egyetemi docense
- Dr. Krisztián Béla, a Pécsi Tudományegyetem nyugalmazott címzetes egyetemi tanára
- Rózsavölgyi Gábor, a Debreceni Ady Endre Gimnázium igazgatója
- Soltész István, a Menner Bálint Alapfokú Művészeti Iskola nyugalmazott hegedűtanára, szakfelügyelője, tanszakvezetője, zeneiskolai tanszak és zenekar-alapító
- Dr. Vladár Gábor, a Pápai Református Teológiai Akadémia rektora, Biblikus intézet vezetője

### 2015[8]
- Dr. Fejérdy Pál, a Semmelweis Egyetem Fogorvostudományi Kar, Fogpótlástani Klinika egyetemi tanára
- Lányiné dr. Engelmayer Ágnes, az Eötvös Loránd Tudományegyetem, Bárczi Gusztáv Gyógypedagógiai Kar címzetes egyetemi tanára
- Prof. Dr. Rosta István, a Kaposvári Egyetem professzor emeritusa, egyetemi tanára
- Prof. Dr. Dobróka Mihály, a Miskolci Egyetem, Műszaki Földtudományi Kar Geofizikai és Térinformatikai Intézet egyetemi tanára
- Ember Csaba, a balassagyarmati Rózsavölgyi Márk Alapfokú Művészeti Iskola intézményvezető tanára
- Hegyiné Mladoniczki Éva, a Szandaszőlősi Általános Iskola és Alapfokú Művészeti Iskola igazgatója
- Dr. Kálmán Attila, a Tatai Református Gimnázium címzetes igazgatója

- Pomothy Györgyné, a Budapest XXI. Kerületi Népművészeti-kézműves és Szivárvány Óvodák óvodavezetője

### 2016[9]
- Ácsné Szily Éva, a Liszt Ferenc Zeneművészeti Egyetem gyakorlatvezető didaktika tanára, mentor tanára
- Dr. Antus Sándor, a Debreceni Egyetem Természettudományi és Technológiai Kar professor emeritusa részére
- Koósné Sinkó Judit, az Eötvös Loránd Tudományegyetem Tanító- és Óvóképző Kar mestertanára
- Dr. Lakatos Szilvia, a Pécsi Tudományegyetem, Bölcsészettudományi Kar, Neveléstudományi Intézet egyetemi adjunktusa
- Melo Ferenc, a balassagyarmati Szent Imre Keresztény Általános Iskola, Gimnázium és Szakképző Iskola igazgatója
- Dr. Szebedy Tas, a Budapest XII. kerületi Városmajori Gimnázium és Kós Károly Általános Iskola igazgatója
- Takács Géza József, az Oktatáskutató és Fejlesztő Intézet munkatársa, az Új Pedagógiai Szemle főszerkesztője
- Dr. Tevesz Gábor, a Budapesti Műszaki és Gazdaságtudományi Egyetem Villamosmérnöki és Informatikai Kar egyetemi docense, oktatási dékánhelyettese

### 2017[10]
- Dr. Fekete Sándor György, az Állatorvostudományi Egyetem egyetemi tanára, a Magyar Tudományos Akadémia doktora
- Prof. Dr. Rakonczay Zoltán, a Szegedi Tudományegyetem Fogorvostudományi Kar nyugalmazott egyetemi tanára,
- Szórád Endre, a zentai Bolyai Tehetséggondozó Gimnázium és Kollégium kémiatanára
- Hanó Pálné, az Esély Pedagógiai Központ Óvoda, Általános Iskola, Szakiskola és Készségfejlesztő Iskola nyugalmazott gyógypedagógusa

### 2019
- Prof. Dr. Czövek István, a Nyíregyházi Egyetem nyugalmazott egyetemi tanára
- Prof. Dr. Fábry György, a Miskolci Egyetem Gépészmérnöki és Informatikai Kara nyugalmazott tanszékvezető egyetemi tanára
- Kádárné Monori Éva, a Cházár András Egységes Gyógypedagógiai és Módszertani Intézmény Bárczi Gusztáv Tagintézményének vezetője
- Virágné Nagy Éva, a budapesti Szabadság Sugárúti Általános Iskola igazgatóhelyettese, tanítója

### 2020
- Jurecz Emil, a budapesti Szabadság Sugárúti Általános Iskola igazgatója
- Kőrösiné Dr Merkl Hilda a budakeszi Prohászka Ottokár Katolikus Gimnázium nyugalmazott igazgatója